# Hector Guimard

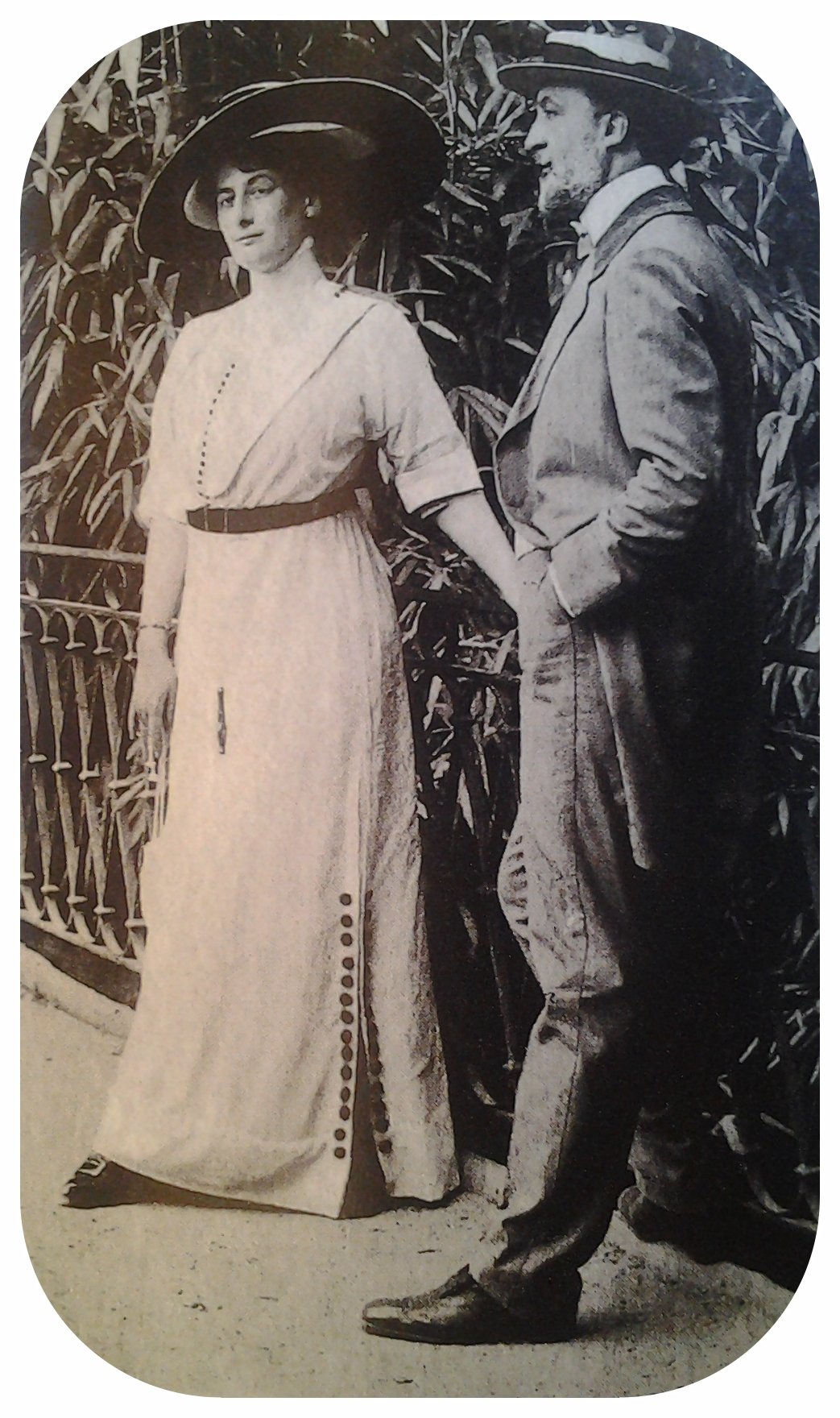
Adeline och Hector Guimard

Hector Guimard, född 10 mars 1867 i Lyon, död 20 maj 1942 i New York, var en fransk arkitekt, skulptör och formgivare.

## Biografi
Efter studier på École des Arts Décoratifs och École des Beaux Arts i Paris på 1880-talet och fram till första världskriget arbetade Hector Guimard som arkitekt, från sina kontakter med Victor Horta på 1890-talet i jugendstil och var också lärare vid École des Arts Décoratifs 1891-1900. Han var påverkad av Eugène Viollet-le-Duc och av vännen Victor Horta.  Hans verk kännetecknas av prunkande växtlighet, vackra, organiska linjer och mycket ljus.
Hector formgav ett antal nedgångar till tunnelbanan i Paris, vilka utgör en bestående del av innerstadens utsmyckning.
På 1920-talet blev den stil han arbetade i omodern. Han emigrerade till USA 1938.

## Verk i urval
- 1898 Castel Béranger, 14, rue de la Fontaine, Paris, Frankrike, [11]
- 1899-1904 metronedgångar i Paris[12]

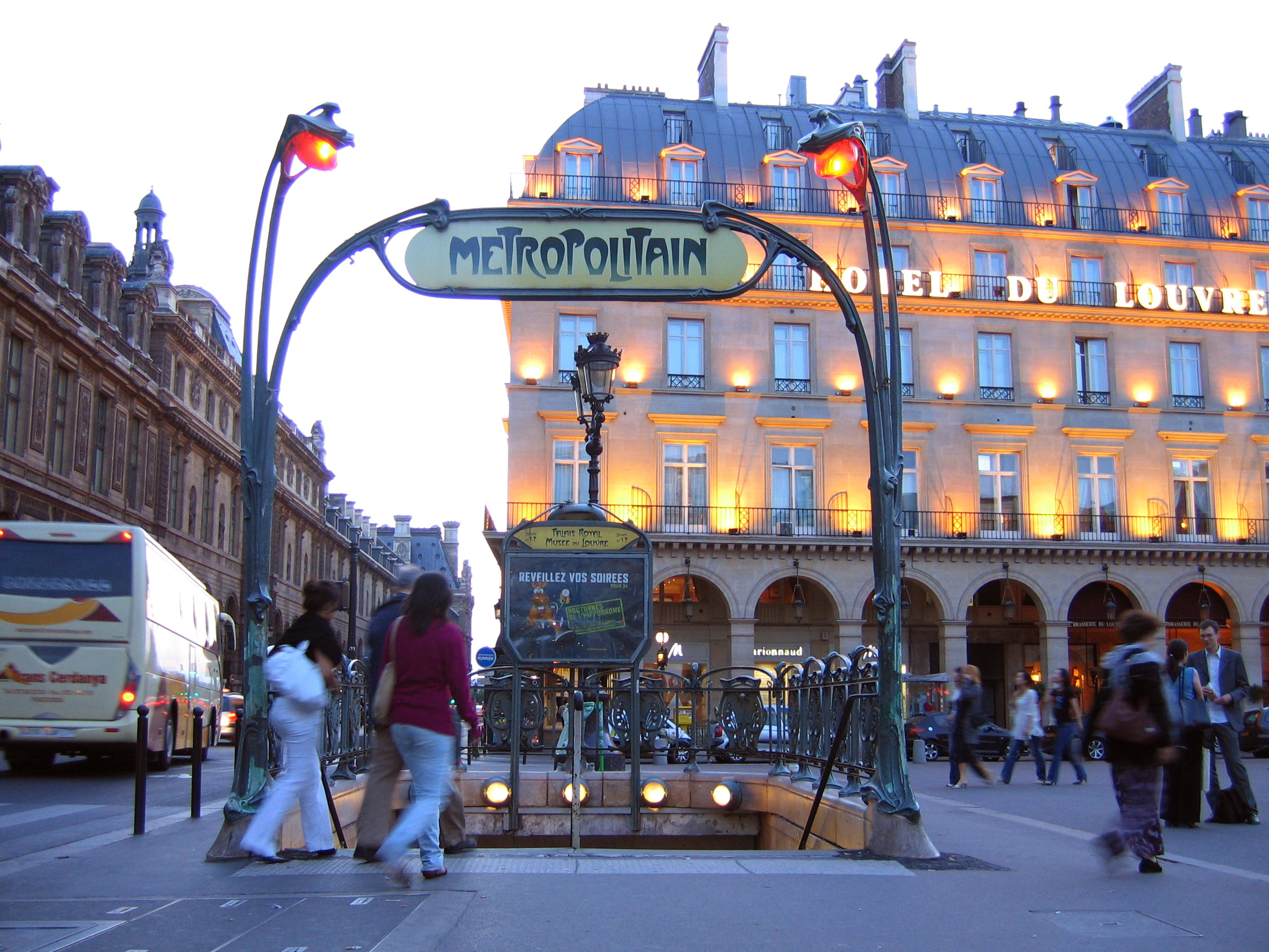
Palais Royal – Musée du Louvre
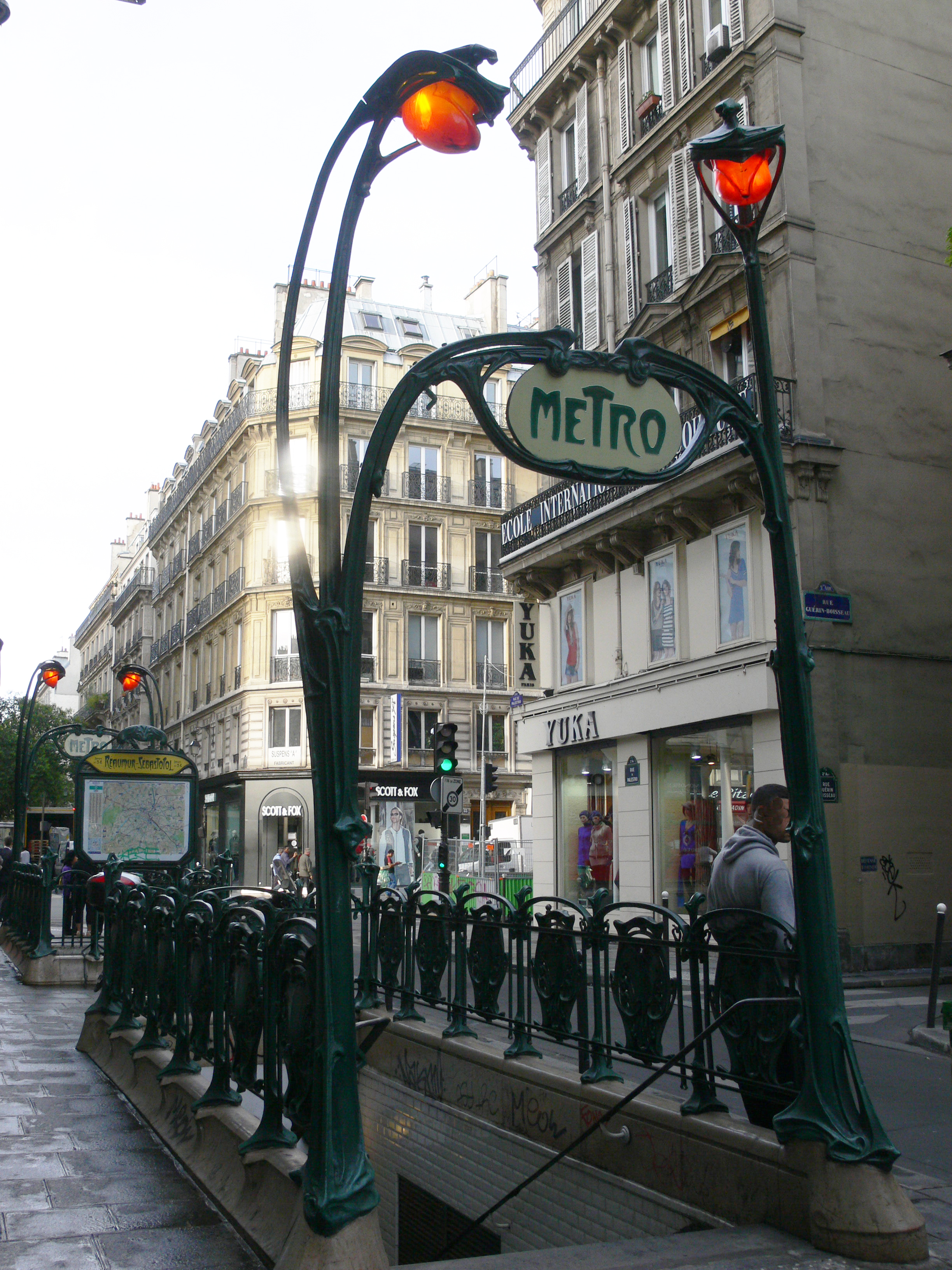
Réaumur-Sébastopol
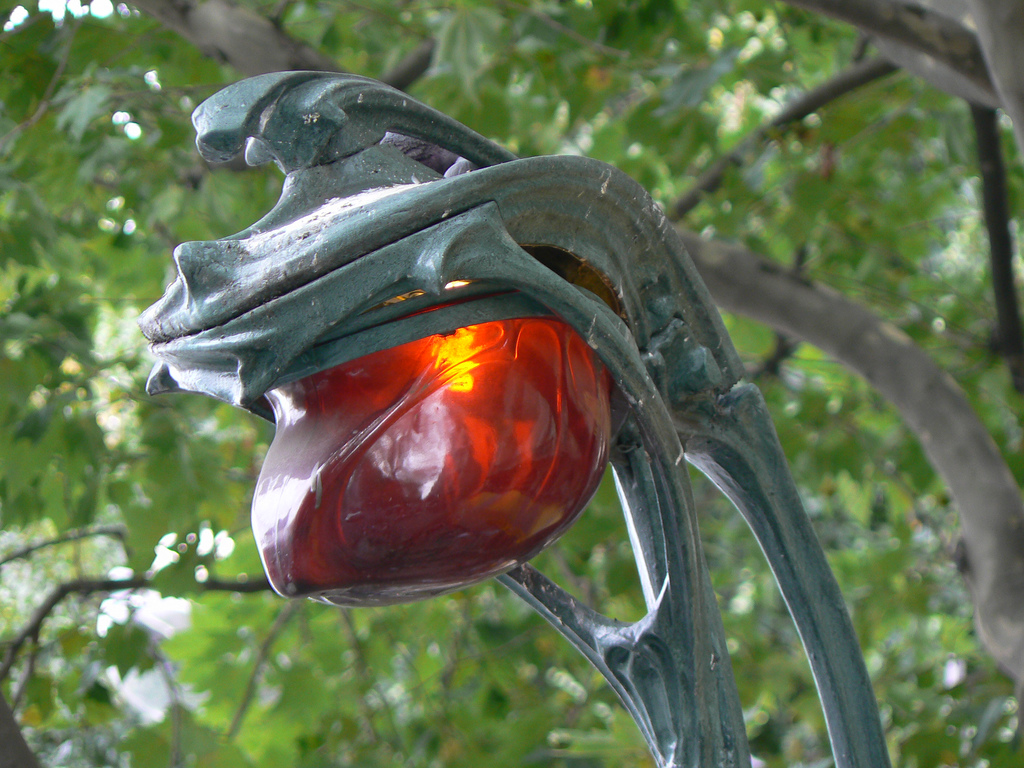
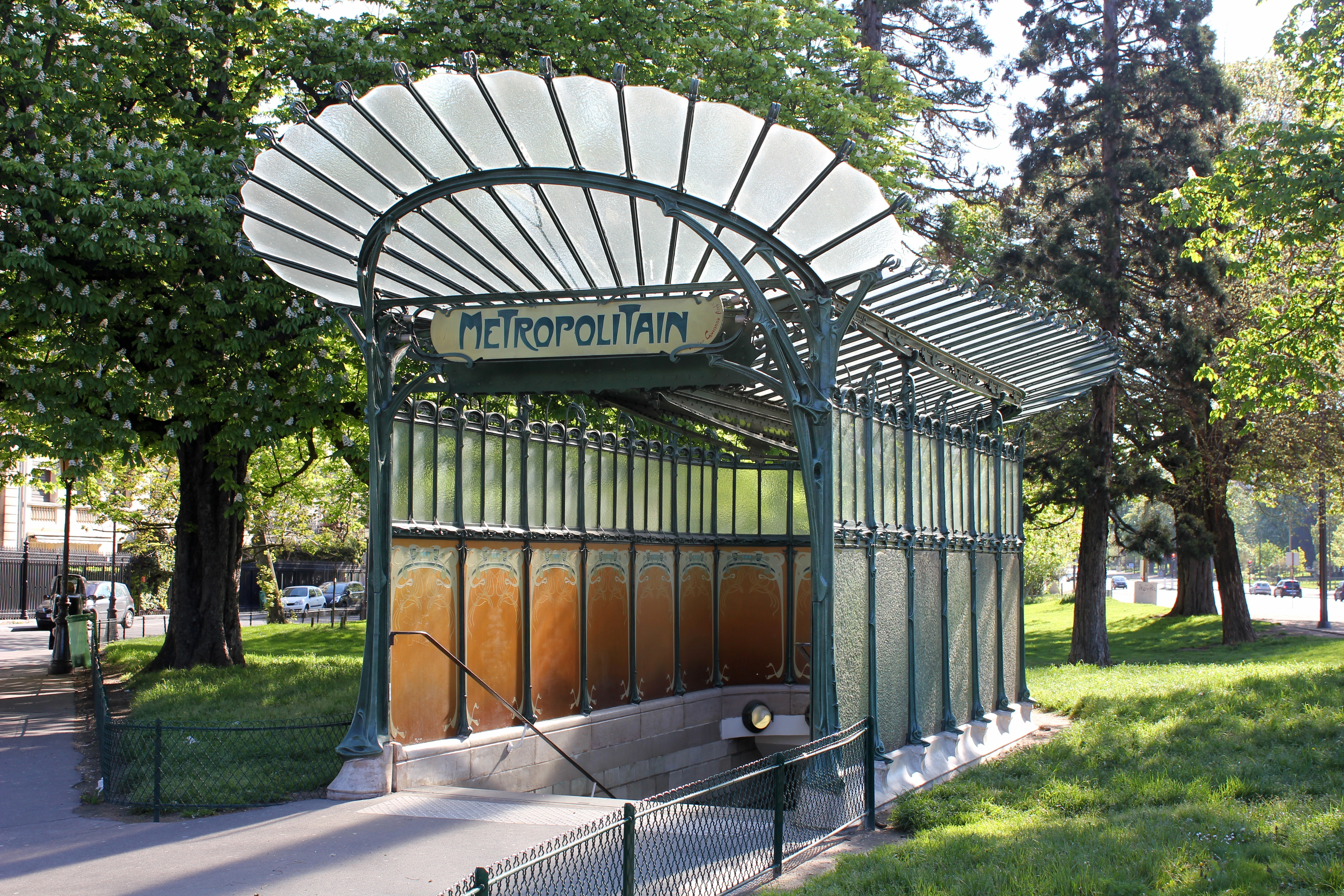
Porte Dauphine
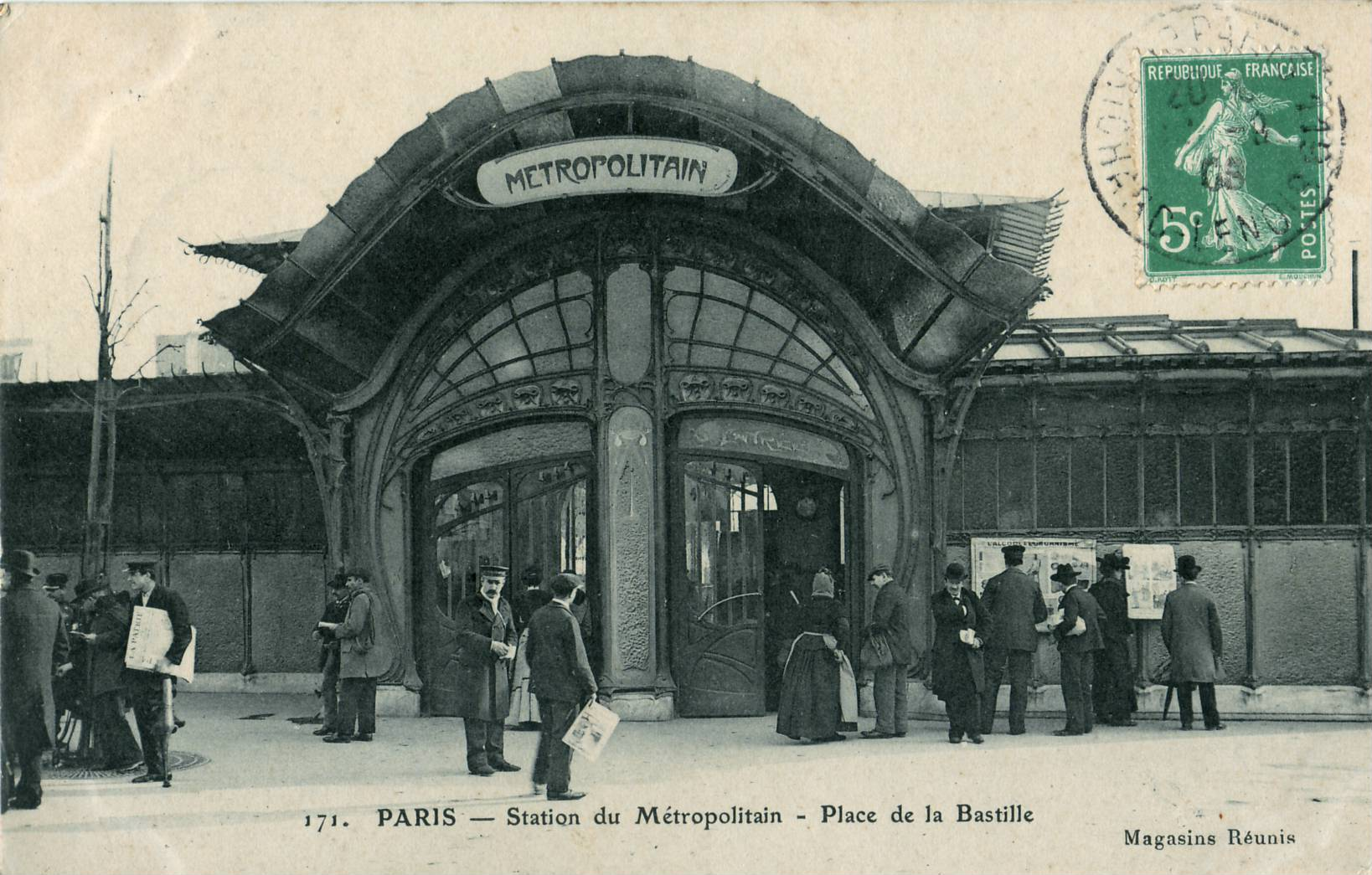
Den tidigare entrén till Bastille
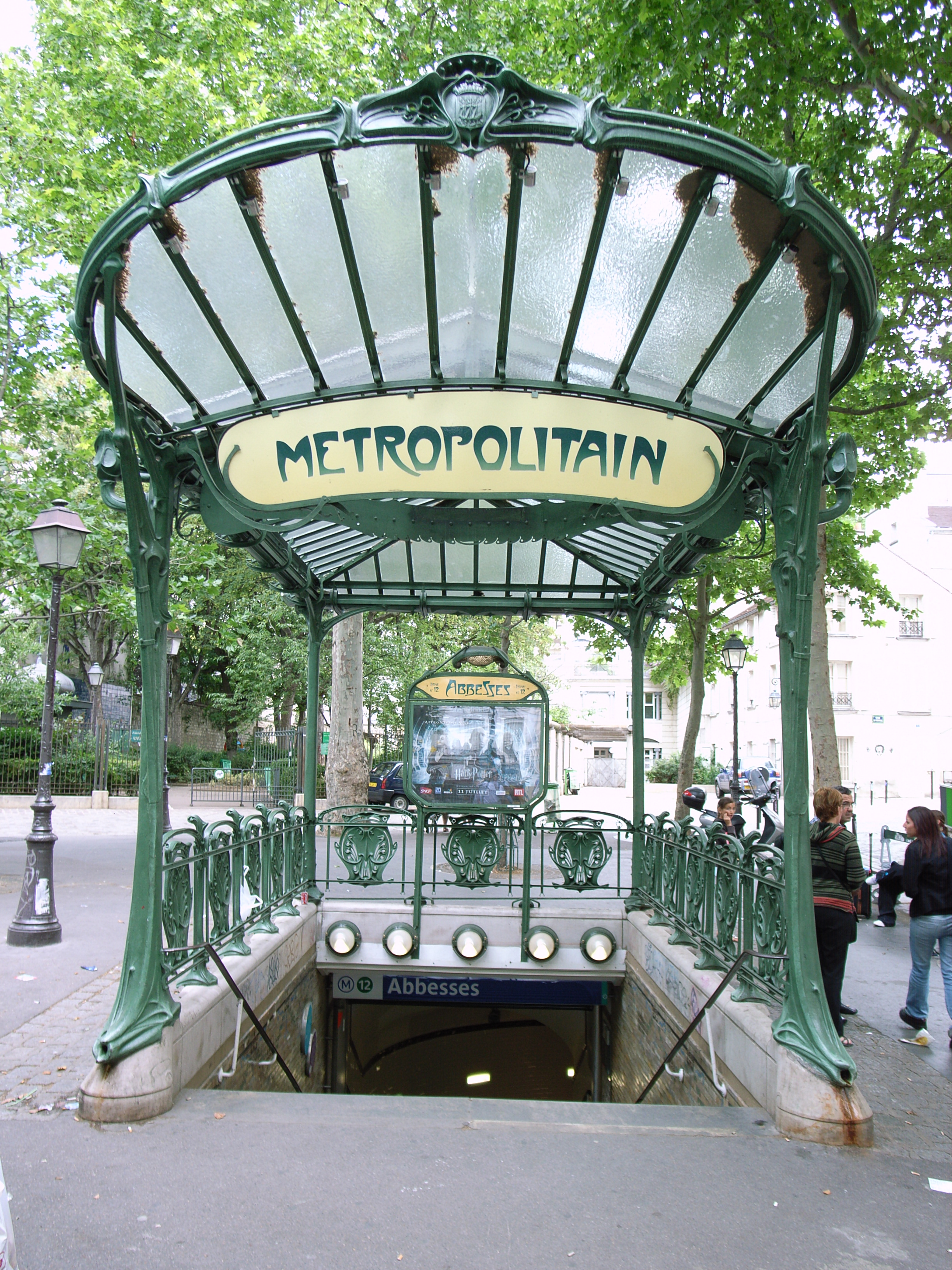
Abbesses

- 1909 Imeuble Trémois, 41, rue Gros/rue Agar
- 1910 Hôtel Mezzara, 60, rue Jean de la Fontaine, Paris
- 1912 Hôtel Guimard, Paris[13]
- 1913 Synagogue de la rue Pavée, Paris
- 11, rue Millet, Paris